# 熊本シティエフエム

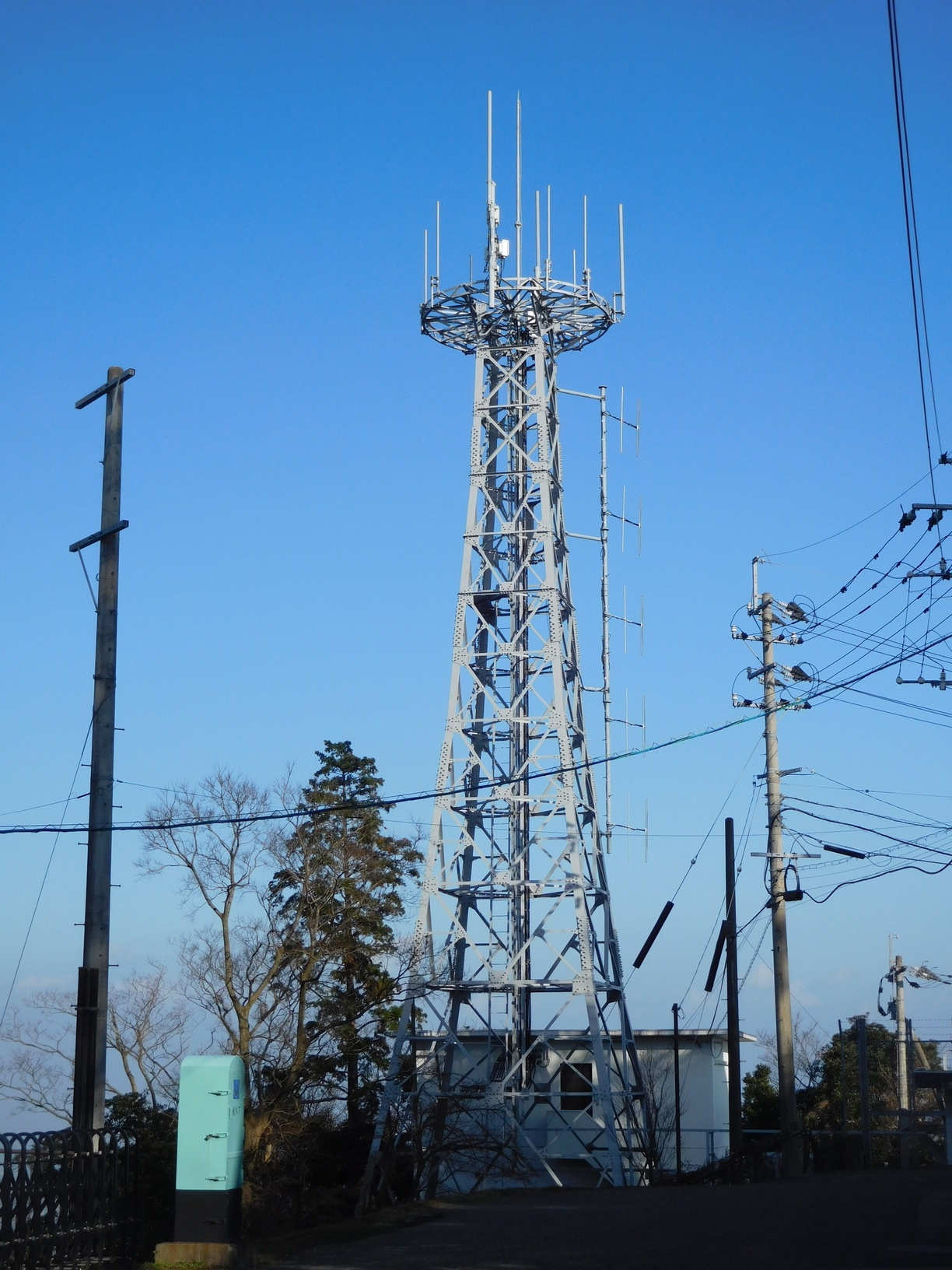
金峰山山頂にある送信所

株式会社熊本シティエフエム（くまもとシティエフエム、英: Kumamoto City FM）は、熊本県熊本市の一部地域を放送区域として超短波放送（FM放送）を行っている特定地上基幹放送事業者である。FM791（エフエム・ナナ・キュウ・イチ）の愛称でコミュニティ放送を運営している。

## 概要
24時間放送で平日は1日のうち13時間が自社制作。これ以外はミュージックバードの番組を再送信。一時はJ-WAVEもネットしていた。
エリア内の世帯数は約33万世帯、人口は約100万人、J:COM 熊本ではケーブルFM81.0MHz、キャンシステムではB-20ch、USEN440ではA-22chとC-26chで配信している。

## 開局までの経緯
1994年（平成6年）以降、全国的にコミュニティ放送局が相次いで開局し、九州では西日本鉄道が福岡市においてコミュニティ放送局を開局する意向が報道されていた。このような中、熊本日日新聞社・テレビ熊本・熊本工業大学（現在の崇城大学）がそれぞれ個別に熊本市当局に開局を持ちかけ、これらを一本化して誕生したのが熊本シティエフエムである。なお、熊本工業大学は開局直前になり枠組から離れた（地元経済誌によれば、放送機材の導入をめぐり意見がまとまらなかったためとされる）。出資者も、熊本市を筆頭に熊本日日新聞社、熊本リビング新聞社（テレビ熊本の子会社）と続き、その他金融機関や地元企業・団体が名を連ねている。代表取締役には熊本市の元助役が就任した。熊本市はマスメディア集中排除原則にいう支配関係にある。
開局構想の発表は1995年（平成7年）秋と西日本鉄道よりもかなり後だったが、急ピッチで準備を進め1996年（平成8年）4月1日に九州初のコミュニティ放送局として開局した。開局当初から、「地域密着」「住民参加型」「防災につなげる」を番組制作の方針としている。
なお、西日本鉄道が出資する天神エフエムは当局の半年後の1996年10月1日に開局、Love FMの事業譲渡を受けるため2010年（平成22年）12月31日に廃局した。

## 沿革
- 1996年（平成8年）
  - 2月1日 - 株式会社熊本シティエフエム設立。
  - 3月29日 - 放送局（現特定地上基幹放送局）の免許取得。
  - 4月1日 - 開局[2][3][4]。自社製作番組以外はミュージックバードの番組を再送信。
- 1997年（平成9年）4月 - J-WAVEのネットも開始。
- 2005年（平成17年）3月 - J-WAVEのネット終了。再びミュージックバードのみとなる。
- 2006年（平成18年）
  - 6月1日 - 送信所を熊本市役所屋上から、金峰山に移設。
  - 10月2日 - 本社とスタジオを花畑町（現・中央区花畑町）のマスミューチュアル生命ビルから、辛島町（現・中央区辛島町）の桜ビルに移転。
- 2016年（平成28年）
  - 4月18日 - 熊本市が臨時災害放送局くまもとさいがいエフエム（コールサインJOYZ0O-FM[注 1]）の免許を取得。当社の設備を使用して運用開始（同年4月30日まで運用）[4][6][7]。
  - 8月29日 - JCBAインターネットサイマルラジオで再送信を開始。

## 主な番組
現在の番組の詳細は、公式サイトの番組紹介あるいはタイムテーブルを参照。

### 月曜 - 木曜・月曜 - 金曜
- 朝リズム（月曜日 - 木曜日 6:30 - 9:30）
- はっぷん校区（月曜日 - 木曜日 14:50 - 15:00）
- 熊本市民あんぜんあんしん大作戦（月曜日 - 金曜日 12:00 - 12:06）[8]

### 月曜
- レディーオ791（12:06 - 14:50）
- ロッキンレディオ（16:00 - 18:53）
- プロジェクトもっこす（第5月曜 19:00 - 20:00）
- くまスポ（20:00 - 21:00）

### 火曜
- ゆるるアフタヌーン（12:06 - 14:50）
- ときめきセレンディピティ（第1火曜日 15:00 - 15:30）
- 男前ラジオ（第2・第4火曜日 15:00 - 16:00）
- 昭和名曲堂 コモエスタ辛島町（16:00 - 18:53）
- Be SMILE Radio（19:00 - 19:20）
- ラジオリンカーン（20:00 - 21:00）

### 水曜
- すいッチ!791（12:06 - 14:50）
- ガチでショウもないラジオ（15:00 - 15:30）
- Rockin Wednesday Heartbeat City Club（16:00 - 18:53）
- しゅーくりーむソーダ（第2水曜 19:00~21:00）

### 木曜
- ダウンタウン・ストリート・ショップ（12:06 - 14:50）
- ナビコレ!?（16:00 - 18:53）

### 金曜
- WINDY（6:30 - 9:30）
- 校区のチカラ（11:00 - 15:00）
- S-map（15:00 - 16:00）
- しろひの Baby Talk Jazz Study（第2・第4金曜日 16:00 - 17:00）
- SERENA SERATA（17:00 - 18:53）[3]
- 小松野希海のMusical Life（第1・第3金曜日 20:00 - 21:00）
- Masashi!サンバ!Comigo!（第2・第4金曜日 20:00 - 21:00）

### Midnight Comoesta
- Midnight Comoesta（ミッドナイト・コモエスタ）（水 0:00 - 1:00）

※ミュージックバード　全国コミュニティFMゾーン放送番組・本局から毎週水曜日 0:00 - 1:00の、5日遅れで全国放送 - ミュージックバードを通じて全国のコミュニティFM局でも放送（「コミュニティ発 全国放送ゾーン」の一番組として放送されていた。当初は『昭和名曲堂コモエスタ辛島町別館』の別タイトルがあったが、2020年7月にタイトルが変更・統一される）
※本放送は、毎週木曜日 20:00 - 21:00に放送。

### 土曜
- 防災ひろめ隊（9:00 - 9:30）[4]
- 声の市政だより（第1・第3土曜日 9:30 - 10:00）[8]
- J-POP NONSTOP COUNTDOWN（第3・第4土曜日 20:00 - 21:00）
- Chit Chat Kaigo（21:00 - 21:30）
- 月刊“おとなじゃナイト”（第4土曜日 22:00 - 0:00）

### 日曜
- 月刊“おとなじゃナイト”（第4日曜日 0:00 - 1:00）
- 子どもラジオ局（12:00 - 12:50）[8]
- The Kuma Post（12:50 - 13:00）
- ヴィンテージ・ポップス（22:00 - 23:00）

### その他
特別番組
- 防災・いのちのラジオ（毎年9月1日 12:10 - 13:00）[9][10][11][12]
  - NHK熊本放送局・熊本放送（RKKラジオ）・エフエム熊本（FMK）・エフエムやつしろ・エフエム小国・あまくさシティエフエム（みつばちラジオ）との共同制作[9][12]。番組名の頭文字には西暦の数字が付けられる。NHKのみ12:20からの放送[10][11][12]。なお、9月1日が日曜日に該当する場合は、8月31日に前倒しで放送される（2019年はこのスケジュールで放送）[10]。

スポーツ中継
- Jリーグロアッソ熊本戦ホームゲームを中継する。

## 緊急告知ラジオ
熊本市は、2010年4月（平成22年度）より自治会などに無償配付していた熊本市緊急告知ラジオ（緊急告知FMラジオ）を2012年（平成24年）6月から市民にも有償頒布している。熊本シティエフエム以外のFM放送も受信できる。